# دانته اسپینوتی
دانته اسپینوتی (انگلیسی: Dante Spinotti؛ زادهٔ ۲۲ اوت ۱۹۴۳) یک فیلم‌بردار اهل ایتالیا است.
وی برنده جایزه بفتا بهترین فیلم‌برداری در سال ۱۹۹۲ میلادی شده‌است.

## فیلم‌شناسی
- I Nicotera (۱۹۷۲) (مجموعه تلویزیونی)
- Tracce sulla neve (۱۹۷۵) (تلویزیون)
- La Disubbidienza (۱۹۸۱)
- Sogno di una notte d'estate (۱۹۸۳)
- I Paladini - storia d'armi e d'amori (۱۹۸۳)
- Cenerentola '80 (۱۹۸۳)
- Sotto... sotto... strapazzato da anomala passione  (۱۹۸۴)
- Il Quartetto Basileus (۱۹۸۴)
- Così parlò Bellavista (۱۹۸۴)
- The Berlin Affair (۱۹۸۵)
- Fotografando Patrizia  (۱۹۸۵)
- Crimes of the Heart (۱۹۸۶)
- شکارچی انسان (۱۹۸۶)
- Choke Canyon (۱۹۸۶)
- Aria (۱987) (segment "Die tote stadt")
- From the Hip (۱۹۸۷)
- Beaches (۱۹۸۸)
- افسانه دائم‌الخمر مقدس (۱۹۸۸)
- Mamba (۱۹۸۸)
- Illegally Yours (۱۹۸۸)
- Torrents of Spring (۱۹۸۹)
- The Comfort of Strangers (۱۹۹۰)
- Una Vita scellerata (۱۹۹۰)
- فرانکی و جانی (۱۹۹۱)
- هادسون هاوک (۱۹۹۱)
- True Colors (۱۹۹۱)
- آخرین موهیکان (۱۹۹۲)
- La Fine è nota (۱۹۹۳)
- Il segreto del bosco vecchio (۱۹۹۳)
- نل (۱۹۹۴)
- Blink (۱۹۹۴)
- مخمصه (۱۹۹۵)
- The Star Maker (L'Uomo delle stelle) (۱۹۹۵)
- برنده و بازنده (۱۹۹۵)
- آینه دو چهره دارد (۱۹۹۶)
- محرمانه لس‌آنجلس (۱۹۹۷)
- Goodbye Lover (۱۹۹۸)
- نفوذی (۱۹۹۹)
- The Other Sister (۱۹۹۹)
- مرد خانواده (۲۰۰۰)
- Wonder Boys (۲۰۰۰)
- راهزنی (۲۰۰۱)
- Pinocchio (۲۰۰۲)
- اژدهای سرخ (۲۰۰۲)
- پس از غروب (۲۰۰۴)
- فرار از زندان (Pilot, ۲۰۰۵) (مجموعه تلویزیونی)
- The Contract (۲۰۰۶)
- مردان اکس: آخرین ایستادگی (۲۰۰۶)
- Slipstream (۲۰۰۷)
- Women's Murder Club (۲۰۰۷) (مجموعه تلویزیونی)
- Flash of Genius (۲۰۰۸)
- فریب (۲۰۰۸)
- دشمنان ملت (۲۰۰۹)
- سرگذشت نارنیا: سفر کشتی سپیده‌پیما (۲۰۱۰)
- سرقت از برج (۲۰۱۱)
- Rogue (TV film) (۲۰۱۲)
- Vino dentro (۲۰۱۳)
- هرکول (۲۰۱۴)